# Illier-et-Laramade
Illier-et-Laramade är en kommun i departementet Ariège i regionen Occitanien i södra Frankrike. Kommunen ligger  i kantonen Vicdessos som ligger i arrondissementet Foix. År 2022 hade Illier-et-Laramade 38 invånare.

## Befolkningsutveckling
Antalet invånare i kommunen Illier-et-Laramade
Referens: INSEE